# Cantone di La Barthe-de-Neste
Il Cantone di La Barthe-de-Neste era una divisione amministrativa dell'arrondissement di Bagnères-de-Bigorre.
A seguito della riforma approvata con decreto del 25 febbraio 2014, che ha avuto attuazione dopo le elezioni dipartimentali del 2015, è stato soppresso.

## Composizione
Comprendeva i comuni di:
- Arrodets
- Asque
- Avezac-Prat-Lahitte
- La Barthe-de-Neste
- Batsère
- Bazus-Neste
- Bulan
- Escala
- Esparros
- Espèche
- Gazave
- Hèches
- Izaux
- Labastide
- Laborde
- Lomné
- Lortet
- Mazouau
- Montoussé
- Saint-Arroman